# Palpopleura sexmaculata
Palpopleura sexmaculata är en trollsländeart. Palpopleura sexmaculata ingår i släktet Palpopleura och familjen segeltrollsländor. IUCN kategoriserar arten globalt som livskraftig.

## Underarter
Arten delas in i följande underarter:
- P. s. octomaculata
- P. s. sexmaculata